# 청포항
청포항은 경상남도 거제시 사등면 청곡리에 있는 어항이다. 2003년 2월 3일 어촌정주어항으로 지정하여 관리하고 있다. 시설관리자는 거제시장이다.

## 어항 연혁
- 청포마을은 본래 서갈곶이 또는 부평이라 하였는데 부평산의 서쪽이고 부평산 및 갯가마을이라 청포라 불린다.

## 어항 구역
- 수역: 미지정(거제시 사등면 청곡리 577-4번지)
- 육역: 미지정

## 어항 시설
- 청포마을은 본래 서갈곶이 또는 부평이라 하였는데 부평산의 서쪽이고 부평산 및 갯가마을이라 청포라 불린다.

## 주요 어종
- 굴, 도다리, 감성돔, 노래미